# Verfassung vom 3. Mai 1791 (Gemälde)
Die Verfassung vom 3. Mai 1791 (poln.: Konstytucja 3 Maja 1791 roku) ist ein Historiengemälde von Jan Matejko aus dem Jahre 1891. Es entstand anlässlich der Hundertjahrfeier zur Verfassung vom 3. Mai 1791 und will keine fotografische Darstellung der wirklichen Begebenheit sein, sondern eine Synthese der letzten Jahre der Adelsrepublik Polen-Litauen, um den Geist der Verfassung zu erfassen. Das Gemälde ist eines der zuletzt gemalten und heute bekanntesten Werke Matejkos.

## Beschreibung

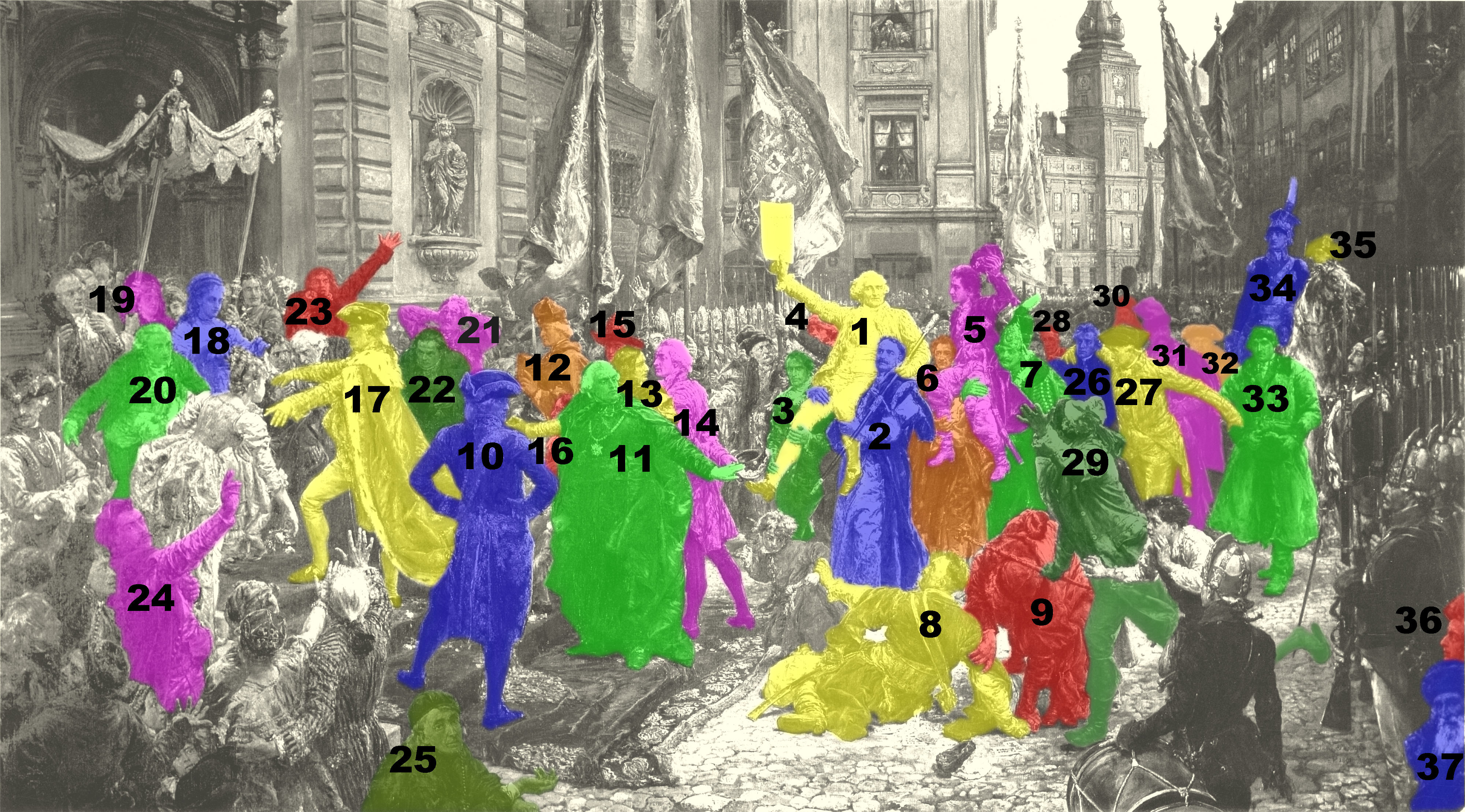
Gemäldeführer

1 Stanisław Małachowski, 2 Aleksander Linowski, 3 Ignacy Zakrzewski, 4 Tadeusz Kościuszko, 5 Kazimierz Sapieha, 6 Julian Niemcewicz, 7 Michał Zabiełło, 8 Jan Suchorzewski, 9 Stanisław Kublicki, 10 Franciszek Branicki, 11 Hugo Kołłątaj, 12 Feliks Turski, 13 Ignacy Potocki, 14 Adam Czartoryski, 15 Scipione Piattoli, 16 Tadeusz Matuszewicz, 17 Stanisław August Poniatowski, 18 Dorothea von Medem, 19 Elżbieta Grabowska, 20 Jan Dekert, 21 Antoni Czetwertyński-Światopełk, 22 Antoni Złotnicki, 23 ein französischer Royalist, 24 Jan Kiliński, 25 Hl. Clemens Maria Hofbauer, 26 Stanisław Staszic, 27 Andrzej Hieronim Zamoyski, 28 Tymoteusz Gorzeński, 29 Kazimierz Konopka, 30 ein christlich-orthodoxer Priester, 31 Paweł Brzostowski, 32 Antoni Tyzenhauz, 33 ein Bauer, 34 Józef Poniatowski, 35 Stanisław Mokronowski, 36 ein junger Jude, 37 ein älterer Jude
Das Gemälde mit dem Titel Konstytucja 3 Maja 1791 roku entspricht den Maßen 246 × 445 cm und ist in Öl auf Leinwand gemalt. Es zeigt die Prozession des gerade verabschiedeten Verfassungsdokuments vom Spätnachmittag des 3. Mai 1791 entlang der ulica Świętojańska, ausgehend vom Warschauer Königsschloss (im Hintergrund zu sehen) hervor zur Warschauer Johanneskathedrale (linker Bildhintergrund). Das Königsschloss ist der Ort, an dem die Verfassung verabschiedet wurde und die Kathedrale der Ort, an dem das Staatsoberhaupt seinen Treueeid auf sie leisten wird.

### Bildmitte
Hauptmotiv des Gemäldes ist das Verfassungsdokument in der rechten Hand des Sejmmarschalls Małachowski (1), welcher maßgeblicher Urheber der Verfassung war. Er trägt hier ein weißes, französisches Kostüm und hält in der linken Hand den Marschallstab. Da sich auf dem Deckblatt des historischen Dokuments nur der ausdrucksschwache Titel Ustawa rządowa (Gesetz über die Regierung) befindet, wählte der Historienmaler Matejko zur Betitelung des Papiers hier in künstlerischer Freiheit den Namen seines Gemäldes und bestimmt damit diesen als eigentlichen, zentralen Bildmittelpunkt.
Stanisław Małachowski, der maßgebliche Urheber der Verfassung, wird von seinen beiden stellvertretenden Sejmmarschallen Aleksander Linowski (2) und Ignacy Zakrzewski (3) getragen. Sie repräsentieren zwei der bedeutendsten Regionen Polen-Litauens: Kleinpolen (2) und Großpolen (3). Unter der rechten Hand Małachowskis ist eine Person mit verbundenem Kopf zu sehen, der eine Fahne mit dem Staatswappen der Adelsrepublik Polen-Litauen trägt; dies ist Tadeusz Kościuszko (4). Sein verwundeter Kopf ist eine Anspielung auf die Schlacht bei Maciejowice, zu der es allerdings erst drei Jahre später während des Kościuszko-Aufstandes 1794 kam. Links von Kościuszko ist eine Person, die von Wrona et al. als Prinz Adam Kazimierz Czartoryski identifiziert wurde. Andere Quellen bestreiten, dass er es sei.
Rechts neben Małachowski wird eine weitere Person getragen: dies ist der zweite Sejmmarschall und Marschall des Großfürstentums Litauen Kazimierz Nestor Sapieha (5). Er trägt traditionellere polnische Kleidung. Zwischen Małachowski und Sapieha ist der Kopf von Julian Ursyn Niemcewicz (6) zu sehen, ein gut bekannter Schriftsteller. Er erscheint hier, um Sapieha zu tragen. Der andere, der Sapieha zu seiner rechten trägt, ist Michał Zabiełło (7).
Unterhalb des zentralen Mittelpunkts zeigt Matejko eine Szene, die sich kurz vor der Verabschiedung der Verfassung im Warschauer Königsschloss abgespielt hat: Der Verfassungsgegner Jan Suchorzewski (8), Sejm-Abgeordneter aus Kalisz, wollte den König noch im letzten Moment von der Unterzeichnung der Verfassung abbringen, indem er drohte, seinen eigenen Sohn umzubringen, falls die Verfassung verabschiedet würde, damit diesem der Verlust der Goldenen Freiheit erspart und er vor der "Sklaverei der Verfassung" bewahrt bliebe. Hier auf dem Gemälde fällt er zu Boden und versucht mit einer Hand, seinen Sohn zu sich hinunter zu ziehen; mit einem Messer in der anderen Hand will er ihn töten, doch der neben ihm stehende Sejm-Abgeordnete und Verfassungsbefürworter Stanisław Kublicki (9) aus Polnisch-Livland hält dessen Hand zurück. Dabei fallen Spielkarten aus Suchorzewskis Tasche, die dessen wahre Beweggründe verraten, die Verfassung zu verhindern: Bestechung durch den russischen Botschafter Otto Magnus von Stackelberg und Hetman Branicki. In Wirklichkeit war Suchorzewski bei der Prozession (wie die meisten Verfassungsgegner) gar nicht anwesend.
Weitere bedeutende Personen im zentralen Mittelpunkt sind Befürworter der Verfassung, unter denen der Vizekanzler der Krone und Co-Autor der Verfassung Hugo Kołłątaj (11) der prominenteste ist. Er gestikuliert im Bild Verachtung gegenüber Suchorzewski. Der Priester, der die Bibel trägt, sollte der Krakauer Erzbischof Feliks Turski (12) sein, manche identifizieren ihn auch als Tymoteusz Gorzeński. Die Personen rechts von Kołłątaj sind der Litauische Großmarschall Ignacy Potocki (13) und vielleicht Adam Kazimierz Czartoryski (14) (obwohl manche Quellen Czartoryski auf dem Gemälde irgendwo in der Umgebung von Kościuszko identifizieren). Die Personen, die Kołłątaj umgeben, das sind die beiden Co-Autoren der Verfassung Scipione Piattoli (15) und Tadeusz Matuszewicz (16).

### Linke Bildseite
Wenig begeistert war Matejko von König Stanisław August Poniatowski (17). Er porträtierte ihn in deshalb in einer mäßig pompösen Haltung, die Hände zum Kuss ausgestreckt, umgeben von zahlreichen, hübschen Damen; eine Anspielung auf dessen Ruf als Frauenheld. Er besteigt die Treppen des Kirchenportals und begibt sich in die Johanneskathedrale, in der er gleich seinen Treueeid auf die neue Verfassung leisten wird. Eine Frau reicht ihm einen Lorbeerkranz (18); Quellen identifizieren sie als Prinzessin Dorothea von Medem. Hinter ihr (ganz links in der Gruppe der zwei Frauen, von denen nur das Gesicht zu sehen ist) steht Elżbieta Grabowska (19), des Königs Mätresse und Mutter seiner Kinder. Poniatowskis Einbeziehung in die Prozession auf dem Gemälde ist ebenfalls eine von Matejkos künstlerischen Freiheiten. In Wirklichkeit war das Staatsoberhaupt Polen-Litauens nämlich bereits vor der Prozession in der Kathedrale eingetroffen.
Der sich am Kirchenportal vor dem König verbeugende Herr ist der ehemalige Warschauer Bürgermeister Jan Dekert (20). Er ist von seiner – dem Bildbetrachter abgewandten – Tochter Marianna (38) begleitet, die eine führende Position in der Nähe des Königs einnimmt. Dekerts Einbeziehung in das Gemälde ist ein weiteres Beispiel der künstlerischen Freiheiten Matejkos mit der Historizität, da der ehemalige Warschauer Bürgermeister zum Zeitpunkt der Prozession bereits ein halbes Jahr verstorben war. Unter Einfluss Hugo Kołłątajs und Stanisław Małachowskis setzte er sich jedoch für die Stärkung der Städte und des Bürgertums ein. Während des Vierjährigen Sejms kamen die Vertreter der königlichen Städte in Warschau zusammen, an der Spitze der Delegation (die „schwarze Prozession“ genannt wurde) stand Jan Dekert. Am 2. Dezember überreichte er dem König ein Memorandum mit Postulaten. Er wird in der polnischen Geschichte bis heute mit dem Free Royal Cities Act assoziiert, der als Artikel III in die Verfassung vom 3. Mai 1791 eingegliedert wurde. Matejko wollte ihn deshalb auf dem Gemälde verewigt wissen, das den Geist der Verfassung erfassen will.
Neben den beiden Verfassungsgegnern Prinz Antoni Stanisław Czetwertyński-Światopełk (21) und Antoni Złotnicki (22) sticht vor allem der schwarzbekleidete, französische Royalist (23) ins Auge, der verängstigt schaut, als fühle er das Aufkommen einer zweiten Revolution in Europa; er reißt seine Hand über den Kopf des Königs. Unter den Schaulustigen am unteren, linken Bildrand ist auch der Bürger und Anführer des Kościuszko-Aufstandes Jan Kiliński (24) bemerkenswert. Zu seiner Rechten befindet sich der heilige Clemens Maria Hofbauer (25), der dem Zug der Zeit gemäß in Warschau eine Armenschule für 350 Jungen, eine höhere Mädchenschule und ein Waisenhaus gründete. Von Warschau aus wirkte er bis nach Süddeutschland und in die Schweiz hinein.

### Rechte Bildseite
Die beiden Reformer Stanisław Staszic (26) und Andrzej Hieronim Zamoyski (27) fallen hier sofort ins Auge. Zamoyski, der seinen Arm um Staszic legt, ist der Autor des Zamoyski Code, mit dem er früher schon versucht hatte, die Adelsrepublik zu reformieren. Bischof Tymoteusz Gorzeński (28) aus Smolensk ist nur ganz klein im Hintergrund zu sehen. Auffälliger ist unterhalb von Staszic und Zamoyski der Sekretär und polnische Jakobiner Kazimierz Konopka (29) mit ausgestreckter Hand; er trägt eine blau-weiß-rote Blume an seinem Hut und einen Eispickel in der Hand. Interessant scheint auch die Einbeziehung eines ins Auge fallenden, aber am Rande der (Prozessions-)Gesellschaft stehenden Bauern (33): Sein passiver Ausdruck wird als Sinnbild der gleichgültigen Haltung der polnischen Bauern gegenüber den Reformen jener Jahre gedeutet.
Auf der rechten Bildseite dominiert der Neffe des Königs, Prinz Józef Poniatowski (34) das Geschehen, der hier als Oberbefehlshaber der Herzoglichen Armee Warschau auf einem grauen Pferd reitend dargestellt ist und zusammen mit seinen Soldaten ein schützendes Auge auf die Prozession wirft. Zum Zeitpunkt der Prozession war er allerdings erst Kommandeur der Warschauer Garnison. Matejko spielt hier in künstlerischer Freiheit mit der Uniform auf die Tatsache an, dass Prinz Józef Poniatowski nach der Jahrhundertwende als Oberbefehlshaber der Herzoglichen Armee für sein Volk in der Völkerschlacht bei Leipzig fiel.
Nach längerer Betrachtung (da durch Poniatowskis Pferdekopf auch teilweise verdeckt) ist auch der Sejm-Abgeordnete und General Stanisław Mokronowski (35) auf dem Gemälde zu entdecken. Er war Anführer des Kościuszko-Aufstandes in Litauen.
Viel diskutiert wurde unter Kunsthistorikern die Darstellung der beiden polnischen Juden ganz am Rande der Gesellschaft: Dabei wurde der jüngere Jude (36), wenn überhaupt, als von den Ereignissen ergriffen beschrieben. Die meisten Kunsthistoriker beschäftigte allerdings die Darstellung des älteren Juden (37), dessen Hand eine Sy, git-Geste ("Das ist gut"-Geste) macht. Manche Kunsthistoriker wollen in beiden Juden Ausdruck von Hoffnung auf weitere Reformen sehen, die ihren Lebensstandard verbessern, andere dagegen ordnen sie ganz klar den Verfassungsgegnern zu und beschreiben die Juden als Stirn runzelnd das Ende der Adelsrepublik kommen sehend. Letztere Deutung wird durch die Tatsache bekräftigt, dass Matejko den Porträts von Juden in all seinen Gemälden negativen Rollen zuwies.

## Geschichte

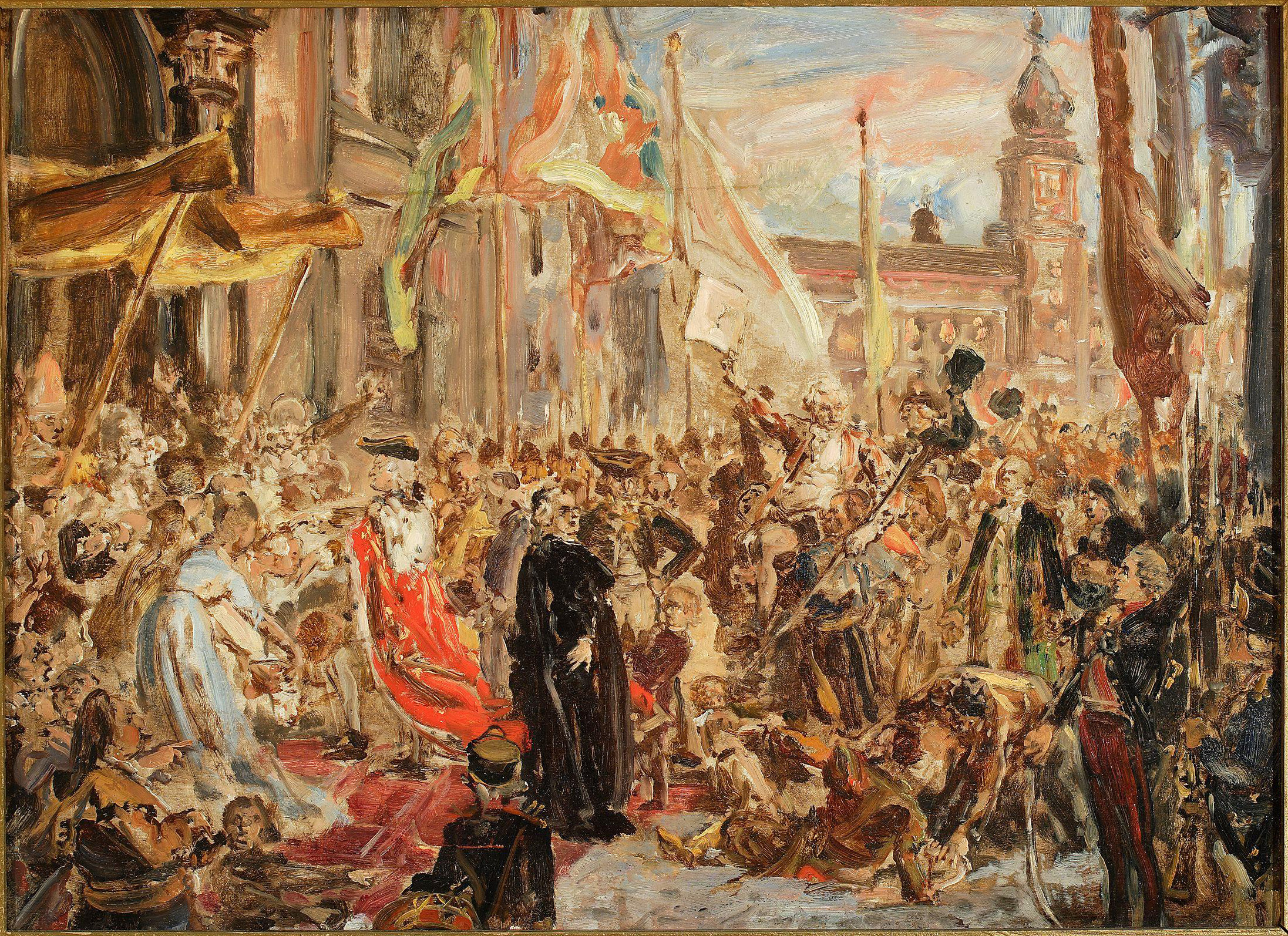
Matejkos Skizze zum Gemälde in Öl auf Leinwand, 1890

Gemäldeskizzen zu seinem Meisterwerk begann Jan Matejko schon im Jahre 1890, mit der eigentlichen Arbeit am Original jedoch erst Mitte Januar 1891 kurz vor der Hundertjahrfeier. Obwohl es bis zum Oktober des Jubiläumsjahres unvollendet blieb, war es während der Feierlichkeiten zum 3. Mai 1891 mindestens so weit gereift, dass man es bei der Jubiläumsausstellung in den Krakauer Tuchhallen präsentierte. Am 7. April 1892 überreichte Matejko schließlich sein vollendetes Kunstwerk dem Sejmmarschall von Galizien, Prinz Eustachy Stanisław Sanguszko, und ließ es im Gebäude des Sejms von Lwiw aufhängen (heute das Hauptgebäude der Universität von Lwiw). Dort hing es bis zu seinem Tode.
Im Jahr 1920, zwei Jahre nach der Wiedergründung Polens und dem Beginn der Geschichte Polens in der Zwischenkriegszeit wurde das Gemälde aus dem Gebäude des Sejm in Lwiw nach Krakau überführt, wo es ab 1923 erneut im Gebäude des Sejm aufgehängt wurde. Es wurde während des Überfalls auf Polen und des Zweiten Weltkriegs vom polnischen Widerstand versteckt.

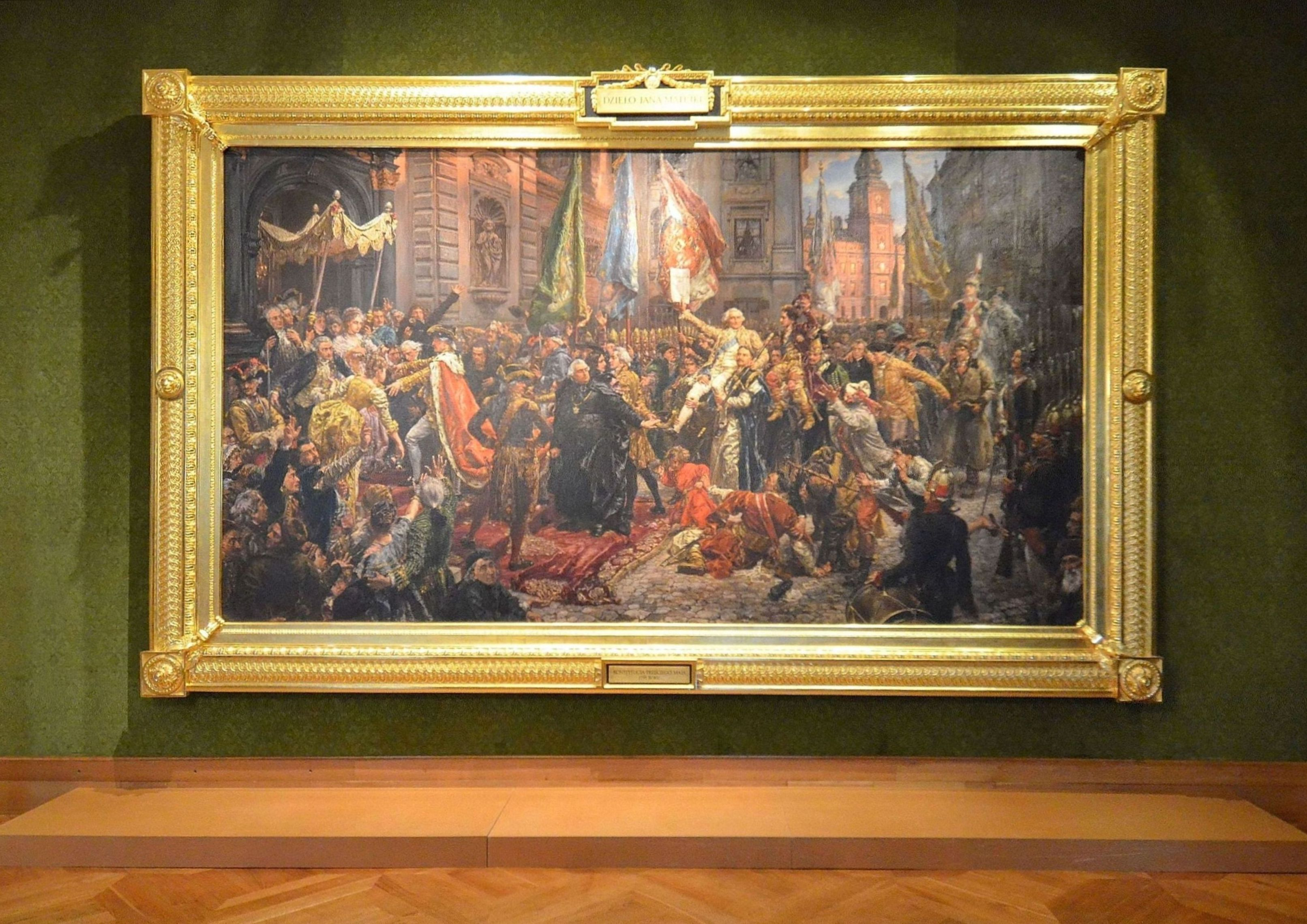
Gemälde Konstytucja 3 Maja 1791 in der Ausstellung des Warschauer Königsschlosses

Nach dem Krieg ging das Gemälde in den Besitz des Nationalmuseum Warschau über und hing nur noch gelegentlich im Gebäude des heutigen Sejm. Seit 1984 befindet es sich auch in der Kollektion der Außenstelle Warschauer Königsschloss und ist an dem Platz zu sehen, den sich Matejko wünschte: im Vorraum der Senatorenkammer, in der die Verfassung vom 3. Mai 1791 verabschiedet wurde. Nach einer umfassenden Restaurierung im Jahre 2007 erstrahlt das Gemälde wieder in ursprünglicher Schönheit.

## Maltechnik
Matejkos verwendete Maltechnik bei diesem Gemälde unterscheidet sich deutlich von seinen früheren Werken. Der Kunsthistoriker Wrede et al. führt dies auf dessen Suche nach neuen Techniken zurück aber merkt an, dass die Zeitgenossen Matejkos in seiner Ablösung vom alten Stil einen untergehenden Star sahen und seinen Wandel nicht begrüßten. Es fällt auch auf, dass sich Matejko bei Gemälden dieser Größe für gewöhnlich zwei Jahre Zeit ließ, die "Verfassung vom 3. Mai 1791" aber in weniger als einem Jahr vollendet war (in einer Periode, in der Matejko an anderen Projekten arbeitete und unter starken Stress und Depressionen litt). Er mochte auch das 18. Jahrhundert mit seiner Polnischen Aufklärung nicht so sehr und gab an, dass er zu malen jedes andere Jahrhundert bevorzuge. Er fühle sich anlässlich der Jahrhundertfeier zur Verfassung vom 3. Mai 1791 nur dazu angehalten, ein Werk zu schaffen, das dem großen Ereignis polnischer und europäischer Geschichte würdevoll gedenkt.

## Besonderheiten
Das Gemälde will keine fotografische Darstellung der wirklichen Begebenheit sein, sondern eine Synthese der letzten Jahre der Adelsrepublik Polen-Litauen, um den Geist der Verfassung zu erfassen.
Zur Identifizierung der Personen auf seinen Gemälden lieferte Matejko im Allgemeinen eine angefertigte Bildlegende mit, nicht aber bei diesem Gemälde. Folglich sind bis heute manche Personen nicht eindeutig zu identifizieren. Eine lückenhafte Bildlegende fertigte Matejkos Sekretär Marian Gorzkowski, und obwohl in ihr 39 Personen nachgewiesen sind, behauptet Wrede et al., diese "chaotische Beschreibung" sei wenig hilfreich. Bedeutende Bildanalysen jüngeren Datums wurden von den beiden polnischen Historikern Jarosław Krawczyk und Emanuel M. Rostworowski durchgeführt.

## Rezeption
Zu Lebzeiten Matejkos wurde das Gemälde heftig für seine unklare Komposition bzw. als "zu überfüllt" kritisiert. Heute ist es eines der bekanntesten Meisterwerke Matejkos, das in Polen und Litauen von der Allgemeinheit als "Unterricht in Nationalgeschichte" betrachtet wird. Denn Historiker betiteln die Verfassung vom 3. Mai 1791 international als erste moderne Verfassung Europas und nach der US-amerikanischen Verfassung als zweite moderne Verfassung der Welt.